# فلك الدين كاكائي
فلك الدين كاكائي (مواليد 1943 في مدينة كركوك - 2013) وهو سياسي وأديب كردي عراقي ووزير ثقافة سابق في حكومة إقليم كردستان العراق ومستشار رئيس الإقليم مسعود البرزاني، أنضم في بداية حياته السياسية إلى الحزب الشيوعي العراقي وبعدها ترك الحزب الشيوعي وانضم إلى الحزب الديمقراطي الكردستاني ( الملا مصطفى البرزاني) وعمل ضمن كوادر الحزب العسكرية (البيشمركة) والسياسية والاعلامية وغيرها . تبوأ مناصب وزارية وبرلمانية في حكومة اقليم كردستان العراق لاكثر من مرة وكان يتركها طوعا لعدم حبه وزهده بالمناصب، يعتبر من الشخصيات الفكرية والاعلامية الكردية المهمة في العصر الحديث، توفي بشكل مفاجئ في 4 أغسطس (أب) 2013 رغم معاناته مع أمراض الشيخوخة، وشُيع بشكل رسمي وشعبي من قِبل حكومة إقليم كردستان العراق حيث دفن هناك.

## أشهر مؤلفاته
- موطن النور.
- روناهي زردشت (بالكردية)
- بيدارى (بالكردية)
- العلويون.
- انقلاب روحي.
- أحتفالا بالوجود.
- حلاجيات.
- البيت الزجاجي للشرق الأوسط.
- لمن تتفتح الظهور
- دفاتر کاف